# Robert Knox (anatomista)
Robert Knox (4 de septiembre de 1791 - 20 de diciembre de 1862) fue un médico, naturalista y viajero británico, sobre todo conocido por su implicación en la compra de cadáveres, en Edimburgo, de víctimas de los asesinos en serie William Burke y William Hare.
El caso del robo de cadáveres (e incluso el asesinato para luego recuperar los cadáveres y su posterior uso en las clases de anatomía) se popularizó a partir del cuento El ladrón de cadáveres, escrito por Robert Louis Stevenson. En este relato, Robert Knox es mencionado como "el doctor K".
El cine también se interesó varias veces en esta singular historia. Entre otros títulos: El recuperador de cadáveres (1945, en inglés The Body Snatcher, en francés Le Récupérateur de cadavres), The Greed of William Hart (1948), The Anatomist (1961), Burke and Hare, de Vernon Sewell (1972), The Doctor and the Devils (1985) y Burke and Hare.
Según numerosos antropólogos modernos, la principal característica de Robert Knox era su racismo virulento, y por ello admitía comprar cadáveres (cosa por otro lado bastante frecuente en aquella época), y además obviamente ello eclipsó algunos de sus descubrimientos.

## Otros datos
Sobre el destino de este médico se ha señalado: "...Al cirujano Robert Knox nadie le creyó en sus protestas de desconocer la verdadera procedencia de los cadáveres y de haberlos comprado en beneficio del progreso de la medicina. Aun cuando consiguió eludir la aplicación de cargos penales, quedó sumamente desprestigiado. Una colérica multitud atacó a pedradas su residencia, y la policía lo salvó por poco del linchamiento. Meses más tarde se vio obligado a huir deshonrado de la ciudad, y pasó a ejercer su profesión oscuramente en la localidad de Hackney, donde falleció en el correr del año 1862...".